# 김지훈 (뮤지컬 배우)
김지훈(1995년 7월 21일 ~)은 대한민국의 뮤지컬 배우다.

## 방송
- 2019 DIMF 뮤지컬 스타 (2019) - 최우수상(3위)
- 더블 캐스팅 (2020) - Top6
- 팬텀싱어 4 (2023) - 우승

## 공연
- 미드나잇 : 액터뮤지션 (2020)
- 베르테르 (2020)
- 웨딩플레이어 (2021)
- 뮤지컬 <레드북> (2021)
- 뮤지컬 <와일드 그레이> (2023)